# 绍尔河
绍尔河（德语，德語發音：[ˈzaʊ̯ɐ] ⓘ），法语称叙尔河（法語：Sûre，法語發音：[syʁ] ⓘ），发源于比利时东南部阿登高原的叙尔河畔沃，向东南流经卢森堡和德国边境，最终在卢森堡瓦瑟比利希注入摩泽尔河，全长173公里。
绍尔河流经的城市主要有：叙尔河畔沃、马特朗日、叙尔河畔埃施、埃特尔布吕克、迪基希、埃希特纳赫和瓦瑟比利希。